# Sriperumbudur
Sriperumbudur (Tamil: ஸ்ரீபெரும்புதூர் Srīperumputūr [ˈsɾiːpeɾɯmbud̪uːr]) ist eine Stadt im indischen Bundesstaat Tamil Nadu mit rund 25.000 Einwohnern (Volkszählung 2011).
Sriperumbudur liegt rund 40 Kilometer westlich von Chennai (Madras), der Hauptstadt Tamil Nadus. Die Stadt ist Hauptort des Taluks Sriperumbudur im Distrikt Kanchipuram. Durch Sriperumbudur führt der National Highway 4 von Chennai über Bengaluru nach Mumbai.
In Sriperumbudur wurde im 11. Jahrhundert der berühmte Hindu-Philosoph Ramanuja geboren. Außerdem ist Sriperumbudur der Todesort Rajiv Gandhis: Am 21. Mai 1991 wurde der ehemalige indische Premierminister bei einer Wahlkampfveranstaltung vor der Parlamentswahl in Indien 1991 in Sriperumbudur durch eine mutmaßlich zur LTTE gehörige Selbstmordattentäterin ermordet. An der Anschlagsstelle befindet sich heute eine Gedenkstätte.
Sriperumbudur ist als Sonderwirtschaftszone ausgewiesen und hat dank seiner Nähe zur Metropole Chennai und seine gute Verkehrsanbindung seit der Jahrtausendwende einen wirtschaftlichen Boom erlebt. Den Anfang machte der Automobilhersteller Hyundai, der 1999 eine Fabrik im zu Sriperumbudur gehörenden Dorf Irrungattukottai eröffnete. In den nächsten Jahren folgten unter anderem die Elektronikhersteller Samsung und Nokia. Durch den wirtschaftlichen Aufschwung wächst die Einwohnerzahl rasant: Hatte die Einwohnerzahl 2001 noch rund 16.000 betragen, betrug sie 2011 bereits rund 25.000. Damit war sie binnen zehn Jahren um 55 Prozent gewachsen.
90 Prozent der Einwohner Sriperumbudurs sind Hindus, jeweils 5 Prozent sind Christen und Muslime. Die Hauptsprache ist, wie in ganz Tamil Nadu, das Tamil, das von 96 Prozent der Bevölkerung als Muttersprache gesprochen wird.

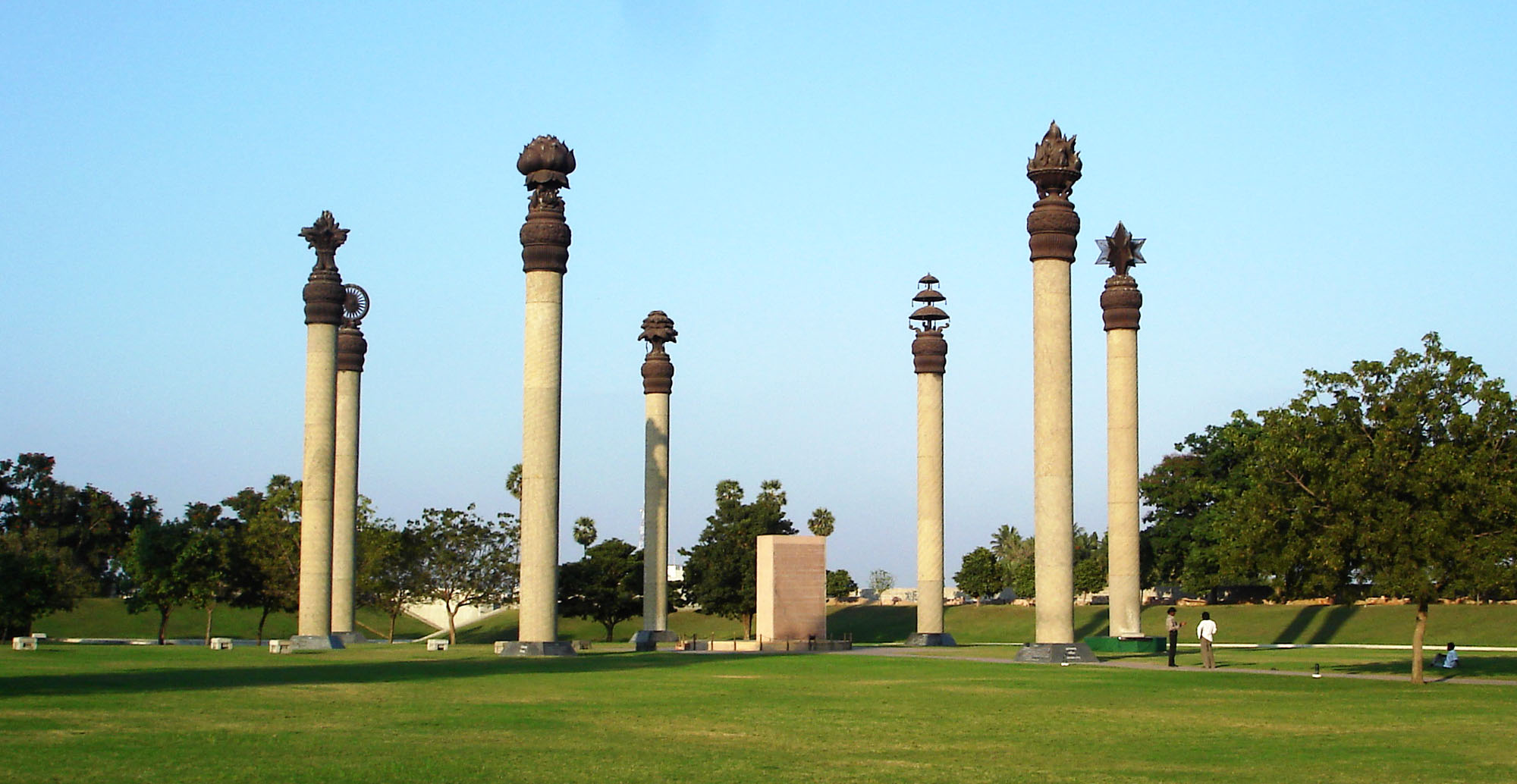
Rajiv-Gandhi-Gedenkstätte
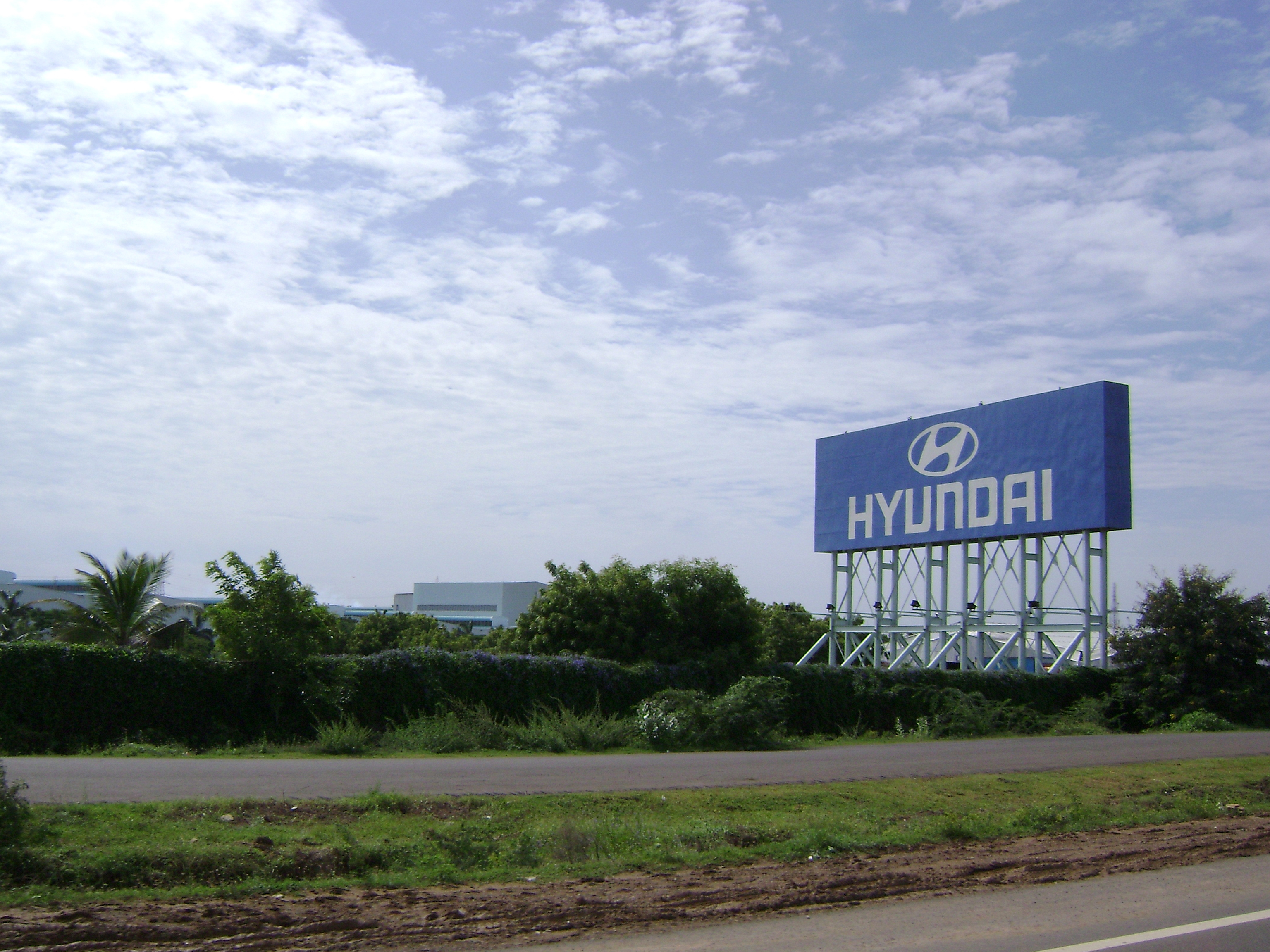
Hyundai-Werke bei Sriperumbudur